# Torre del Portal de Riudoms
La Torre del Portal de Riudoms és una obra de Vila-seca (Tarragonès) declarada Bé Cultural d'Interès Nacional.

## Descripció
Es tracta d'una torre cantonera que fins a l'enderroc de l'edifici en el qual estava integrada, passava totalment desapercebuda. Actualment només es conserva part del basament. Aquí estava situat un dels portals d'accés a la vila, el portal de Riudoms.

## Història
La població de Vila-seca es defensava mitjançant un seguit de torres -dotze concretament, algunes de les quals s'han conservat fins als nostres dies- que formaven un doble clos emmurallat. Aquestes torres tenen en comú la planta quadrangular, la distribució interior dels pisos, el tipus de material constructiu emprat i la forma de construcció. En origen podrien haver tingut merlets, però no s'observa cap senyal de l'existència de matacans. El gruix dels murs està al voltant dels 75 cm.
El nucli més antic, corresponent al primer recinte emmurallat de Vila-seca, fa una forma de rectangle i queda delimitat pels carrers Major, Monterols i Riudoms.